# Antifragile (álbum)
Antifragile es el décimo álbum de estudio de la banda estadounidense de heavy metal All That Remains. Fue lanzado el 31 de enero de 2025, de forma independiente. Es su primer álbum que no cuenta con el guitarrista fundador Oli Herbert, quien murió el 17 de octubre de 2018, y el baterista Jason Costa, quien había estado con la banda desde su álbum Overcome (2008) hasta su salida en 2023. También es el primer álbum que cuenta con el guitarrista principal Jason Richardson, el baterista Anthony Barone y el primero con el bajista Matt Deis desde This Darkened Heart (2004).

## Lanzamiento
El primer sencillo del álbum fue "Divine". Fue publicado por primera vez en la página de Instagram del cantante Phil Labonte. El álbum fue producido por Josh Wilbur. Durante el tiempo en que se terminó el álbum, Labonte tuvo una entrevista con el presentador del programa "Wired In the Empire" de 96.7 KCAL-FM. Mencionando que después de un tiempo de crear el nuevo álbum, dijo: "Tenemos algo de música lista, y eventualmente saldrá un disco de larga duración. Y digo eventualmente, solo porque no quiero darle a nadie ningún tipo de aviso sobre cuándo saldrá. Porque no se lo vamos a decir a nadie. Cuando salga, simplemente aparecerá". El 6 de diciembre de 2024, la banda lanzó el anuncio del próximo álbum junto con la fecha de lanzamiento como un pedido anticipado.

## Lista de canciones
Todas las letras escritas por Phil Labonte y Josh Wilbur, toda la música compuesta por All That Remains. 
| N.º | Título                  | Duración |  |
| 1.  | «Divine»                | 3:40     |  |
| 2.  | «Kerosene»              | 4:24     |  |
| 3.  | «No Tomorrow»           | 4:40     |  |
| 4.  | «The Piper»             | 4:23     |  |
| 5.  | «Antifragile»           | 4:31     |  |
| 6.  | «Forever Cold»          | 4:44     |  |
| 7.  | «Poison It»             | 3:52     |  |
| 8.  | «Let You Go»            | 3:52     |  |
| 9.  | «Cut Their Tongues Out» | 3:22     |  |
| 10. | «Blood & Stone»         | 5:54     |  |

## Personal
All That Remains
- Philip Labonte: voz principal
- Jason Richardson: guitarra principal, teclado, programación
- Mike Martin: guitarra de acompañamiento
- Matt Deis: bajo
- Anthony Barone: batería y percusiones

Producción
- Josh Wilbur: mezcla y productor